# Saski Baskonia 2022-2023
Questa voce raccoglie le informazioni riguardanti il Saski Baskonia nelle competizioni ufficiali della stagione 2022-2023.

## Stagione
La stagione 2022-2023 del Saski Baskonia è la 50ª nel massimo campionato spagnolo di pallacanestro, la Liga ACB.

## Roster
Aggiornato al 26 luglio 2022.
| Cazoo Baskonia Vitoria-Gasteiz 2022-23 | Cazoo Baskonia Vitoria-Gasteiz 2022-23 |
| Giocatori                              | Staff tecnico                          |
| -------------------------------------- | -------------------------------------- |

| N. | Naz.                                               | Ruolo | Nome                 | Anno | Alt.   | Peso   |  |
| -- | -------------------------------------------------- | ----- | -------------------- | ---- | ------ | ------ |  |
| 0  | Stati Uniti (bandiera)                             | P     | Markus Howard        | 1999 | 178 cm | 79 kg  |  |
| 1  | Stati Uniti (bandiera) · Israele (bandiera)        | P     | Max Heidegger        | 1997 | 191 cm | 82 kg  |  |
| 2  | Estonia (bandiera) · Spagna (bandiera)             | AP    | Sander Raieste       | 1999 | 204 cm | 95 kg  |  |
| 6  | Russia (bandiera) · Spagna (bandiera)              | G     | Pavel Savkov         | 2002 | 200 cm | 85 kg  |  |
| 7  | Stati Uniti (bandiera) · Senegal (bandiera)        | PG    | Pierriá Henry        | 1993 | 193 cm | 89 kg  |  |
| 8  | Lituania (bandiera) · Spagna (bandiera)            | AP    | Tadas Sedekerskis    | 1998 | 204 cm | 101 kg |  |
| 9  | Serbia (bandiera)                                  | G     | Vanja Marinković     | 1997 | 198 cm | 86 kg  |  |
| 11 | Spagna (bandiera)                                  | AP    | Dani Díez            | 1993 | 201 cm | 96 kg  |  |
| 13 | Stati Uniti (bandiera) · Italia (bandiera)         | PG    | Darius Thompson      | 1995 | 193 cm | 89 kg  |  |
| 21 | Estonia (bandiera)                                 | C     | Maik Kotsar          | 1996 | 211 cm | 122 kg |  |
| 23 | Stati Uniti (bandiera) · Armenia (bandiera)        | C     | Steven Enoch         | 1997 | 208 cm | 116 kg |  |
| 24 | Stati Uniti (bandiera) · Costa d'Avorio (bandiera) | C     | Matt Costello        | 1993 | 209 cm | 109 kg |  |
| 31 | Lituania (bandiera)                                | GA    | Rokas Giedraitis (C) | 1992 | 201 cm | 88 kg  |  |
| 34 | Stati Uniti (bandiera)                             | AP    | Daulton Hommes       | 1996 | 203 cm | 98 kg  |  |
| 47 | Lettonia (bandiera) · Spagna (bandiera)            | PG    | Artūrs Kurucs        | 2000 | 193 cm | 87 kg  |  |
| -  | Senegal (bandiera)                                 | C     | Ousmane N'Diaye      | 2004 | 210 cm |        |  |

| Allenatore                                                                            |
| - Joan Peñarroya                                                                      |
| Assistente/i                                                                          |
| - Xabier Aspe - David Gil Legenda - (C) Capitano - (IN) Inattivo - Infortunato Roster |

## Mercato

### Sessione estiva
| Acquisti | Acquisti        | Acquisti         | Acquisti   | Acquisti |
| R.a      | Nome            | da               | Modalità   |          |
| -------- | --------------- | ---------------- | ---------- | -------- |
| P        | Markus Howard   | Denver Nuggets   | svincolato |          |
| PG       | Darius Thompson | Lokomotiv Kuban' | svincolato |          |
| AP       | Dani Díez       | S.P. Burgos      | svincolato |          |
| AP       | Daulton Hommes  | Birm. Squadron   | svincolato |          |
| C        | Maik Kotsar     | Amburgo Towers   | svincolato |          |

| Cessioni | Cessioni          | Cessioni         | Cessioni       | Cessioni |
| R.       | Nome              | a                | Modalità       |          |
| -------- | ----------------- | ---------------- | -------------- | -------- |
| P        | Wade Baldwin      | Maccabi Tel Aviv | fine contratto |          |
| P        | Jayson Granger    | Reyer Venezia    | rescissione    |          |
| G        | Pavel Savkov      | Fuenlabrada      | prestito       |          |
| GA       | Álex Barrera      | S.P. Burgos      | fine contratto |          |
| AP       | Simone Fontecchio | Utah Jazz        | fine contratto |          |
| A        | Ondrej Hanzlik    | Girona           | prestito       |          |
| AG       | Alec Peters       | Olympiakos       | fine contratto |          |
| AC       | Yanni Wetzell     | Alba Berlino     | rescissione    |          |

### Dopo l'inizio della stagione
| Acquisti | Acquisti      | Acquisti             | Acquisti        | Acquisti      |
| R.       | Nome          | da                   | Data            | Modalità      |
| -------- | ------------- | -------------------- | --------------- | ------------- |
| PG       | Pierriá Henry | Free agent           | 23 ottobre 2022 | svincolato    |
| G        | Pavel Savkov  | Fuenlabrada          | 17 gennaio 2023 | fine prestito |
| P        | Max Heidegger | Merkezefendi Denizli | 28 gennaio 2023 | svincolato    |

| Cessioni | Cessioni | Cessioni | Cessioni | Cessioni |
| R.       | Nome     | a        | Data     | Modalità |
| -------- | -------- | -------- | -------- | -------- |